# Київський похід Ростиславичів
Київський похід Ростиславичів — військова експедиція онуків Ростислава Мстиславовича смоленського із захоплення Києва у чернігівських Ольговичів за участі новгородських військ у 1212 році.

## Історія
Після походу Всеволода Велике Гніздо з новгородцями проти прихильників Ольговичів у Рязанському князівстві (1209) Ольговичі схилилися до союзу з ним (похід був оголошений як похід на Чернігів), а новгородці розгромили угруповання посадника Дмитра Мирошкініча за допомогою суздальців. Це втручання дозволило смоленським князям поширити свій вплив на Новгород. Вокняжіння їх представника Мстислава Мстиславича Удатного в Новгороді вдарило по інтересах Всеволода Велике Гніздо. Він уклав союз з Всеволодом Чермним (за різними версіями, Рюрик Ростиславич або Рюрик Ольгович став чернігівським князем, а Всеволод Чермний залишився київським). Володимирський княжич Юрій одружився з чернігівською княжною Агафією (1211), але того ж року волинські князі разом з угорцями і поляками вигнали Ольговичів з Галича, причому двоє Ольговичів були повішені. У 1212 році померли Всеволод Велике Гніздо та Рюрик Ростиславич, і Всеволод Чермний зробив спробу позбавити Ростиславичів володінь у Київському князівстві, звинувативши їх в загибелі двох його братів у Галичі роком раніше.
Внуці Ростиславли послали за допомогою до новгородців та Мстиславу, і в червні 1212 року військо рушило на Київ. У Смоленську стався інцидент між смоленськими і новгородськими воїнами, в ході якого загинув один смолянин. Тим не менше це не завадило в подальшому спільно діяти. Спочатку союзники зруйнували декілька чернігівських міст на Дніпрі (за назвою відома тільки Річиця), обложили Вишгород, де взяли в полон Ростислава Ярославича (онука Всеволода Ольговича) та його брата Ярополка, онука Олегового.
Дізнавшись про здачу Вишгорода, Всеволод Чермний сам пішов з Києва до Чернігіва, і Ростиславичі в'їхали до Києва і посадили на князювання Інгвара Ярославича луцького, який одного разу вже княжив у Києві (1201—1203). Відомості про князювання Інгвара перед Мстиславом Романовичем, що перейшли потім із Смоленська до Києва, збереглися у Воскресенському літописі.
Відразу слідом за цим союзники обложили Чернігів, стояли під ним 12 днів і уклали мир. Всеволод Чермний залишився княжити в Чернігові.
У 1216 році Ростиславичі вдало втрутилися у боротьбу між синами Всеволода Велике Гніздо, також в союзі з новгородцями розгромивши молодших Всеволодовичів на Ліпіці, а в 1215/1219-1221 роках декількома військовими походами затвердили на галицькому князюванні Мстислава Удатного. При чому Ольговичі виступали як їх союзники. Однак, вже в 1221 році Новгород довелося поступитися володимирському представнику. У 1223 році Мстислав Старий і Мстислав Удатний стали організаторами київського з'їзду князів перед спільним походом проти монголів, що закінчився поразкою на Калці. Галич вдавалося утримувати аж до 1227 року, а Київ — до 1235.